# The Purge
The Purge är en amerikansk dystopisk skräckfilm från 2013, skriven och regisserad av James DeMonaco.

## Handling
Filmen handlar om ett framtida USA med oro och överfulla fängelser, där all typ av kriminalitet är tillåten årligen i 12 timmar. Allt för att folket ska få rensa ut sin ilska och rensa sin "själ". Alla förutom de "mäktiga" t.ex. som presidenten, vice presidenten, andra politiker, högklassificerade advokater, m.fl. får skadas eller dödas. Alla vapen under klass 4 får användas för att bruka våld med. Allt som kan tänkas vara olagligt då också mord är tillåtet under dessa timmar. Polis, ambulans och brandkår är inte tillgängliga någon gång under "the purge".

## Rollista
| Ethan Hawke     | – James Sandin    |
| Lena Headey     | – Mary Sandin     |
| Adelaide Kane   | – Zoey Sandin     |
| Max Burkholder  | – Charlie Sandin  |
| Edwin Hodge     | – främlingen      |
| Rhys Wakefield  | – artig ledare    |
| Tony Oller      | – Henry           |
| Arija Bareikis  | – Grace Ferrin    |
| Chris Mulkey    | – Mr. Halverson   |
| Karen Strassman | – nyhetsuppläsare |

## Mottagande
The Purge möttes av blandande recensioner av kritiker. På Rotten Tomatoes har filmen ett medelbetyg på 38%, baserad på 141 recensioner, och ett genomsnittsbetyg på 5,1 av 10. På Metacritic har filmen genomsnittsbetyget 41 av 100, baserad på 33 recensioner.

## Uppföljare
- The Purge: Anarchy (2014)
- The Purge: Election Year (2016)
- The First Purge (2018)
- The Forever Purge (2021)